# Johann Jacob Spreng

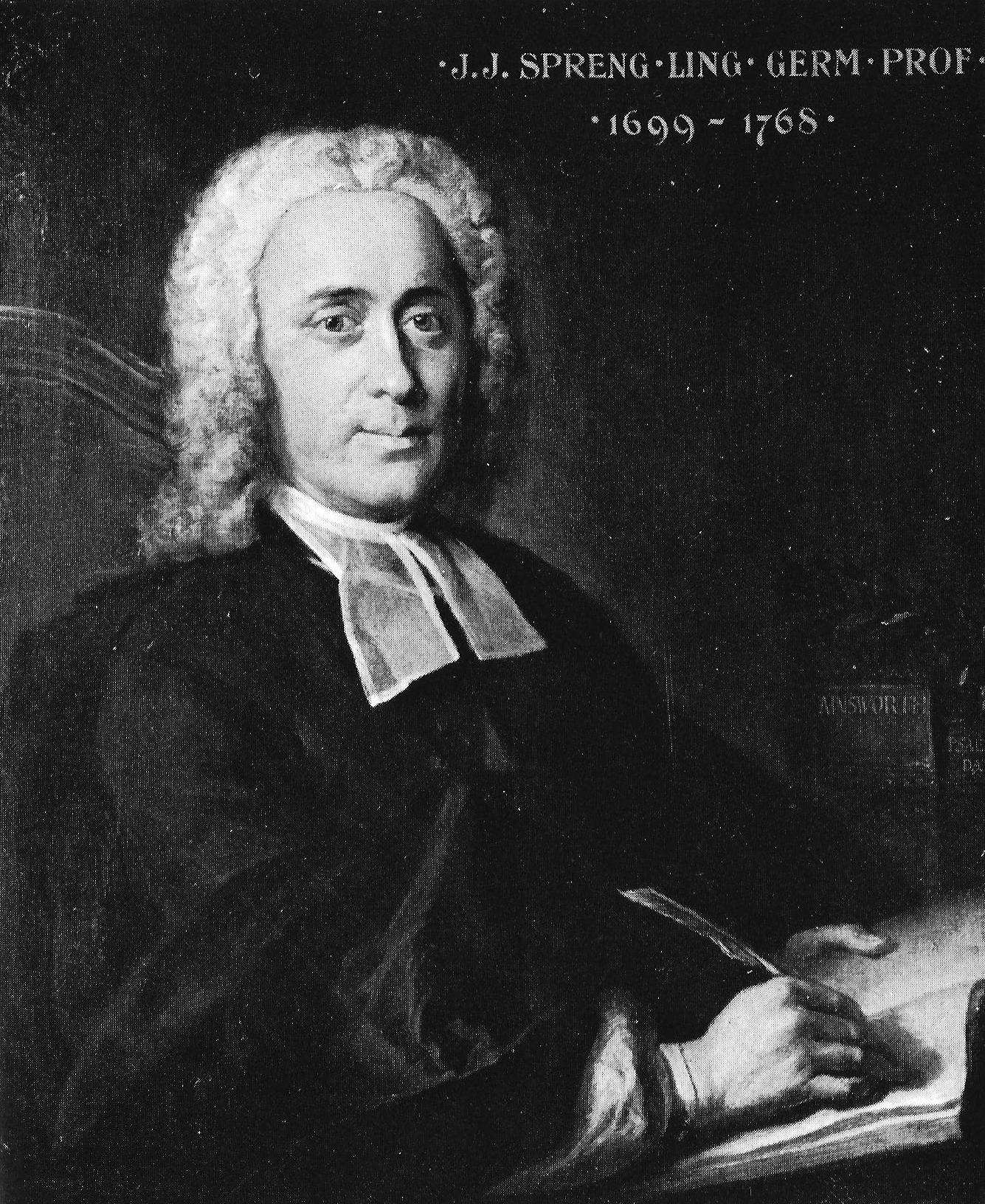
Johann Rudolf Huber, Bildnis Johann Jacob Spreng (um 1740/45).

Johann Jacob Spreng (* 31. Dezember 1699 in Basel; † 24. Mai 1768 ebenda) war ein Schweizer Theologe und Professor für Griechisch an der Universität Basel. Er ist bekannt als Verfasser einer handschriftlichen Sammlung von Basler Mundartausdrücken.

## Leben
Spreng wurde nach dem Studium der Theologie Hauslehrer, 1724 wurde er von Karl VI. in Wien zum kaiserlichen Poeten gekrönt und war später Geistlicher in Württemberg und in der Pfalz. 1742 kehrte er nach Basel zurück, wurde 1743 ausserordentlicher Professor für Eloquenz und deutsche Poesie. 1754 wurde er ausserordentlicher Professor der Schweizergeschichte, 1762 ordentlicher Professor für Griechisch.
Neben diesen Tätigkeiten verfasste er einerseits unter dem Titel Allgemeines deutsches Glossarium ein zwanzigbändiges historisch-kritisches Wörterbuch der deutschen Sprache sowie anderseits unter dem Titel Idioticon Rauracum oder Baselisches Wörterbuch eine Sammlung des mundartlichen Wortschatzes von Basel. Beide Werke wurden zu seinen Lebzeiten nicht gedruckt; die Manuskripte befinden sich in der Universitätsbibliothek Basel. Das Idioticon wurde 1888 von Adolf Socin teilweise und 2014 von Heinrich Löffler vollständig ediert. Das Glossarium erschien 2021 unter Herausgeberschaft von Heinrich Löffler; im gleichen Jahr publizierten Nicolas Fink und Gabriel Schaffter eine einbändige Auswahl aus dem Glossarium.

## Werke
- Idioticon Rauracum oder Baseldeutsches Wörterbuch von 1768. Edition der Handschrift AA I 3 der Universitätsbibliothek Basel. Hrsg. von Heinrich Löffler. Schwabe, Basel 2014. [Mit einer Einführung.]
- Allgemeines deutsches Glossarium. Historisch-etymologisches Wörterbuch der deutschen Sprache. Hrsg. von Heinrich Löffler. 7 Bände, Schwabe, Basel 2021, ISBN 978-3-7965-4323-4.
  - Nicolas Fink, Gabriel Schaffter (Hrsg.): Eine unerhörte Auswahl vergessener Wortschönheiten aus Johann Jakob Sprengs gigantischem, im Archiv gefundenen, seit 250 Jahren unveröffentlichten deutschen Wörterbuch. Verlag Das Kulturelle Gedächtnis, Berlin 2021, ISBN 978-3-946990-47-5.

## Literatur

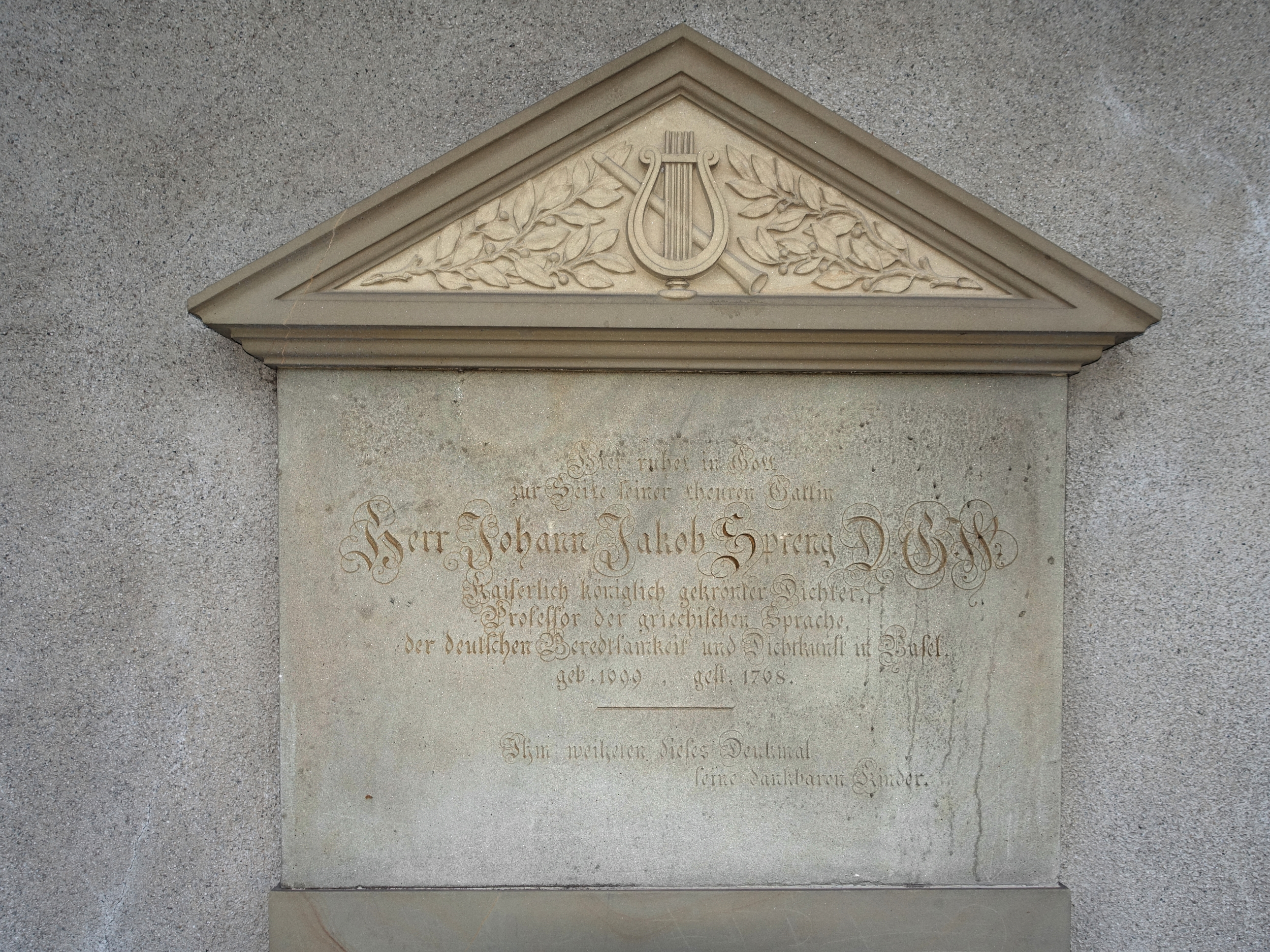
Epitaph für Johann Jakob Spreng. Theodorskirche Basel.